# Anne-François Duperrier-Dumouriez
Pour les articles homonymes, voir Dupérier.
Anne-François Duperrier-Dumouriez, né en 1707 à Paris et mort en 1769, est un officier d'intendance et un écrivain français.
Il est le père du général Dumouriez, vainqueur de Valmy (20 septembre 1792).

## Biographie

### Origines familiales et formation
Il est issu d'une famille notable d'Aix-en-Provence, dont un membre (son arrière-grand-oncle) a été dédicataire d'un célèbre poème de Malherbe.
Il est le fils de François Dumouriez du Périer, valet de Molière, puis sociétaire de la Comédie-Française sous le nom de « Du Périer », puis créateur vers 1710 du premier corps de pompiers professionnels de France. 

### Carrière militaire
Commissaire des guerres en 1732, il est chargé en 1739 de l'intendance de l'armée du maréchal de Broglie. 
Pendant la guerre de Sept Ans (1756-1763), il fait entrer son fils, Charles-François, âgé de 19 ans, dans l'armée, comme cornette de cavalerie.

### Activités artistiques et littéraires
La musique, la peinture, la littérature ont toujours eu du charme pour lui.
À l'âge de cinquante-cinq ans, tourmenté par la maladie de la pierre, il essaie d'oublier ses douleurs en se consacrant à la poésie. C'est à cette époque qu'il composa Richardet, imitation d'un poème italien de Niccolò Forteguerri dont l'original a trente chants que Dumouriez réduit à 12. Il dédie son poème à Voltaire, qui répond en vers À l'auteur de Richardet (1766).
Il meurt en 1769.

## Mariage et descendance
Il épouse Ernestine Patissier de Chateauneuf et leur fils Charles-François naît en 1739.

## Œuvres
Il publie une première adaptation du Ricciardetto de Niccolò Forteguerri en 1764 : Richardet, poème dans le genre bernesque, imité de l'italien, en six chants. Une version en douze chants suit en 1766.
Il résume et traduit plusieurs extraits de la pièce d'Agustín Moreto El valiente justiciero (Le vaillant justicier) pour le numéro du 30 septembre 1764 de la Gazette littéraire de l'Europe.
Il reste de lui, selon le Nécrologe de 1773, « des poésies fugitives, un opéra de Griselidis ; une tragédie de Démétrius, des traductions de comédies italiennes, espagnoles et anglaises et enfin un ouvrage, très précieux, sur l'administration des armées, que monsieur son fils doit donner bientôt au public, augmenté des parties qui y manquent. » Mais il ne paraît pas que ces ouvrages aient vu le jour.

## Distinctions
Dumouriez était chevalier de Saint-Louis.

## Pour approfondir